# Clase Salvamar
Los barcos de la clase Salvamar son una serie de embarcaciones de intervención rápida, de manufactura española, fabricados entre los años 1991 y 2005. Estos ejemplares son empleados por la Sociedad de Salvamento y Seguridad Marítima, ente público dependiente del Ministerio de Fomento de España.
Dentro de la propia clase Salvamar, existen dos clases de navíos; las Alusafe 2000, de 20 o 21 metros de eslora, y las Alusafe 1500, de 15 metros de eslora. Ambas clases fueron diseñadas por la compañía Maritime Partner AS, de Ålesund, Noruega, que construyó las cinco primeras unidades de las Alusafe 1500 de SASEMAR, habiendo sido las demás de esa clase y todas las de la Alusafe 2000 fabricadas en España bajo licencia, según un contrato firmado en febrero de 1992, por el astillero Auxiliar Naval del Principado, S.A., del grupo Astilleros Armón.
Un derivado de las Alusafe 1500, la clase Alusafe 1500 Mk.II, es empleado asimismo en España, en este caso en el Servicio Marítimo de la Guardia Civil.

## Salvamares de 15 metros/Alusafe 1500
Las embarcaciones de la clase Salvamar de 15 metros de eslora, son barcos de búsqueda y rescate de intervención rápida, diseñados por la empresa noruega Maritime Partners AS, que las denomina comercialmente como Alusafe 1500. Su casco está construido en aluminio, siendo autoadrizables e insumergibles. Se llegaron a construir seis unidades en Noruega de las Alusafe 1500. En 1992 Maritime Partners AS llegó a un acuerdo con la empresa Auxiliar Naval del Principado, para la fabricación de los modelos en España. Estas se construyeron con distinta potencia que las Alusafe 1500 noruegas.

## Salvamares de 20 metros / Alusafe 2000
Las embarcaciones de la clase Salvamar de 20 metros de eslora, son barcos de búsqueda y rescate de intervención rápida, diseñados por la empresa noruega Maritime Partners AS, que las denomina comercialmente como Alusafe 2000. Maritime Partners entregó la primera unidad, la Salvamar Atlántico, en 1992 y posteriormente también llegó a un acuerdo comercial con el Auxiliar Naval del Principado, para producir este modelo en España. 
La primera unidad española, la Salvamar Tenerife, se diferenciaba de las Alusafe 2000 noruegas, en que portaba un motor con 200 cv de potencia a mayores, además capacidad para realizar remolque de otras embarcaciones y la posibilidad de transportar una lancha semirrígida.

### Salvamares de 21 metros
- España En el año 2000 entró en servicio un derivado de las Salvamares de 20 metros, denominadas Salvamares de 21 metros. Aunque a simple vista son similares a las de 20 metros, se diferencian en que tienen 1 metro más de eslora, un francobordo más profundo y un motor de 1400 cv. Estas embarcaciones también han sido adquiridas por la Ertzaintza (1) y el Servicio Marítimo de la Guardia Civil (8).[6]
- Argelia Maritime Partner AS y el Ministerio de Defensa de Argelia han firmado un contrato para la construcción y el suministro de 12 unidades de Alusafe 2000 de rescate de alta velocidad y patrullero, que incluye un amplio paquete de entrenamiento. Los primeros cuatro buques han sido construidos por Maritime Partner AS en Aalesund. Los siguientes ocho buques están construcción en ERCN Annaba, en Argelia bajo licencia.

los Alusafe 2000 argelinos tiene una longitud total de aproximadamente 21 metros y chorros de agua a propulsión bimodal le permite alcanzar una velocidad de 30 nudos. El alojamiento está hecho para una tripulación de siete, y los vasos llevará a cabo el rescate y servicio de vigilancia a lo largo de la costa de Argelia (12).

## Unidades en servicio

### Zona Atlántica

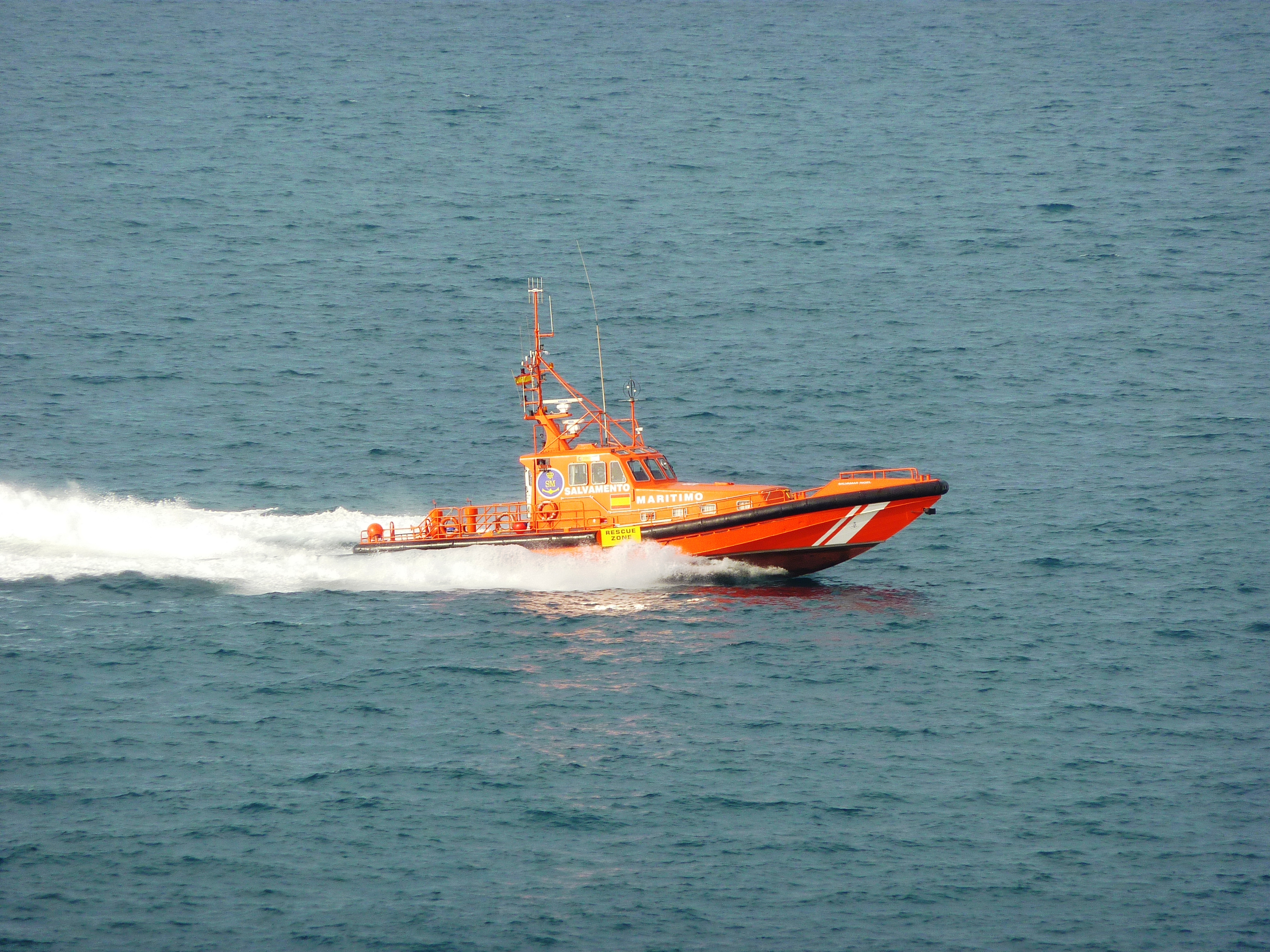
Embarcación de Salvamento Salvamar Rigel

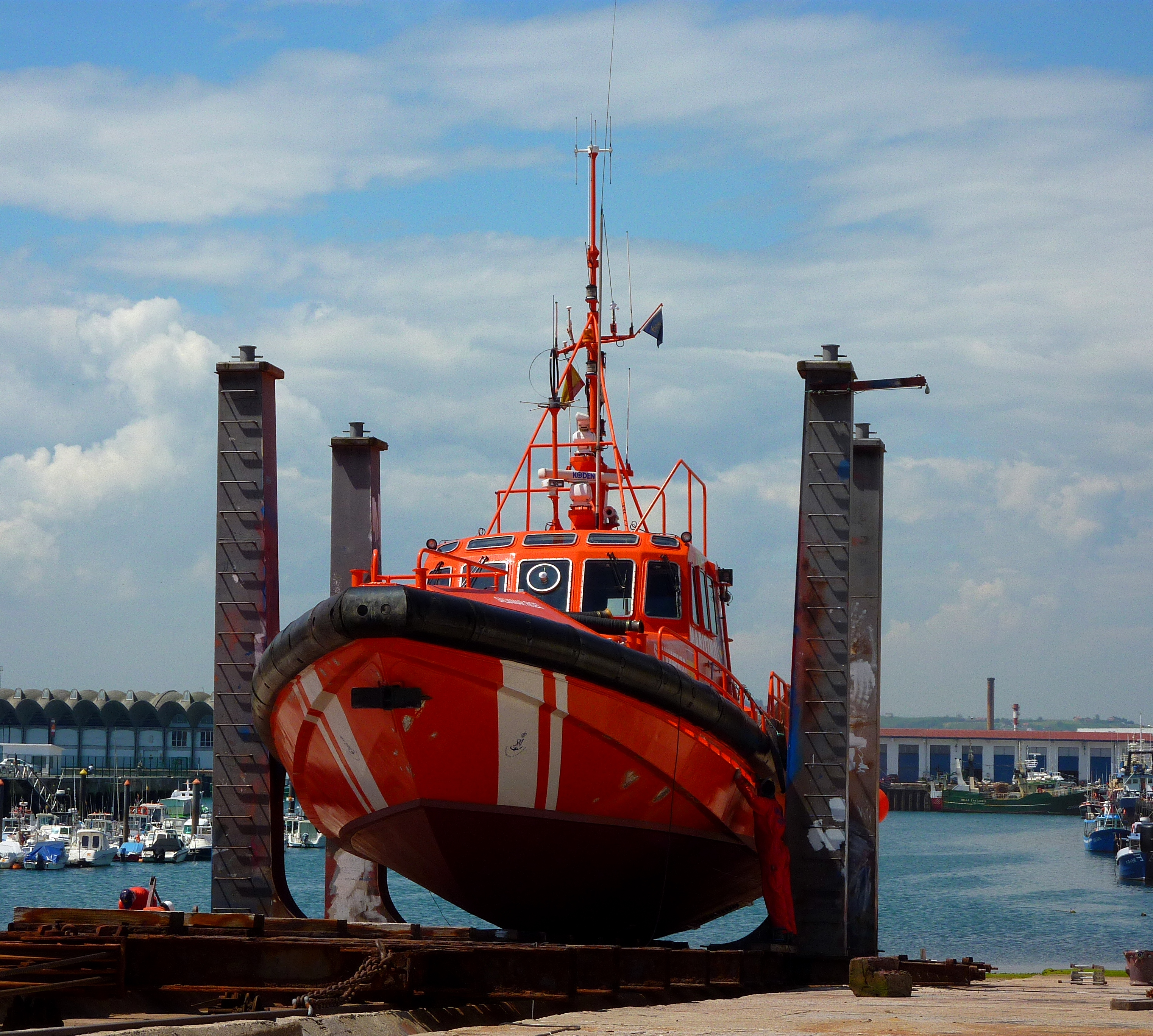
El Salvamar Rigel en el varadero del Puerto de Santander

| Nombre       | Entrada en servicio     | Potencia (cv) | Tripulación | Eslora (m) | Base                           |
| ------------ | ----------------------- | ------------- | ----------- | ---------- | ------------------------------ |
| Orión        | 22 de diciembre de 1999 | 2 x 1300      | 3           | 20         | Pasajes (Guipúzcoa)            |
| Monte Gorbea | 1 de julio de 1992      | 2 x 450       | 3           | 15         | Bermeo (Vizcaya)               |
| Deneb        | 24 de enero de 2001     | 2 x 1400      | 3           | 21         | Santander (Cantabria)          |
| Algol        | 20 de julio de 1991     | 2 x 450       | 3           | 15         | Llanes (Asturias)              |
| Rigel        | 3 de abril de 2000      | 2 x 1300      | 3           | 20         | Gijón (Asturias)               |
| Capella      | 20 de marzo de 2002     | 2 x 1400      | 3           | 21         | Luarca (Asturias)              |
| Alioth       | 29 de octubre de 2007   | 2 x 1400      | 3           | 21         | Burela (Lugo)                  |
| Sargadelos   | 1 de febrero de 1995    | 2 x 450       | 3           | 15         | Riveira (La Coruña)            |
| Shaula       | 1 de julio de 2001      | 2 x 1400      | 3           | 21         | Cariño (La Coruña)             |
| Mirfak       | 23 de abril de 2001     | 2 x 1400      | 3           | 21         | La Coruña                      |
| Altair       | 30 de noviembre de 2000 | 2 x 1400      | 3           | 21         | Camariñas (La Coruña)          |
| Regulus      | 1 de septiembre de 2003 | 2 x 1400      | 3           | 21         | Porto do Son (La Coruña)       |
| Mirach       | 2 de diciembre de 2002  | 2 x 1400      | 3           | 21         | Cangas do Morrazo (Pontevedra) |

### Zona de Canarias
| Nombre     | Entrada en servicio     | Potencia (cv) | Tripulación | Eslora (m) | Base                                                |
| ---------- | ----------------------- | ------------- | ----------- | ---------- | --------------------------------------------------- |
| Adhara     | 11 de agosto de 2006    | 2 x 1400      | 4           | 21         | La Restinga (Santa Cruz de Tenerife)                |
| Alphecca   | 11 de febrero de 2005   | 2 x 450       | 4           | 15         | San Sebastián de La Gomera (Santa Cruz de Tenerife) |
| Canopus    | 1 de junio de 1993      | 2 x 525       | 3           | 15         | Santa Cruz de La Palma (Santa Cruz de Tenerife)     |
| Alpheratz  | 20 de junio de 2006     | 2 x 1400      | 4           | 21         | Los Cristianos (Santa Cruz de Tenerife)             |
| Alphard    | 3 de agosto de 2005     | 2 x 1400      | 4           | 21         | Los Cristianos (Santa Cruz de Tenerife)             |
| Tenerife   | 5 de septiembre de 1995 | 2 x 1250      | 3           | 20         | Santa Cruz de Tenerife                              |
| Menkalinán | 5 de diciembre de 2006  | 2 x 1400      | 4           | 21         | Arguineguín (Las Palmas)                            |
| Nunki      | 4 de febrero de 2002    | 2 x 1400      | 3           | 21         | Las Palmas de Gran Canaria                          |
| Mizar      | 12 de agosto de 2004    | 2 x 1400      | 4           | 21         | Gran Tarajal (Las Palmas)                           |
| Altlántico | 1 de agosto de 1992     | 2 x 1000      | 4           | 20         | Arrecife (Las Palmas)                               |

### Zona del Estrecho

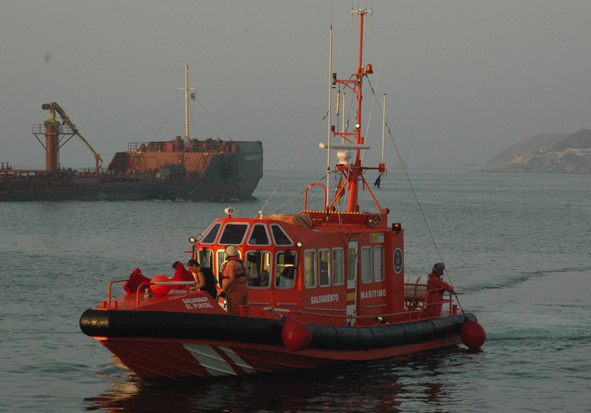
Embarcación de Salvamento Salvamar El Puntal en el Puerto de Ceuta, Ceuta.

| Nombre    | Entrada en servicio     | Potencia (cv) | Tripulación | Eslora (m) | Base              |
| --------- | ----------------------- | ------------- | ----------- | ---------- | ----------------- |
| Alborán   | 12 de agosto de 1996    | 2 x 1250      | 3           | 20         | Mazagón (Huelva)  |
| Dubhe     | 1 de marzo de 1993      | 2 x 525       | 3           | 15         | Barbate (Cádiz)   |
| Gadir     | 12 de noviembre de 1996 | 2 x 1250      | 3           | 20         | Cádiz             |
| Alkaid    | 12 de agosto de 2004    | 2 x 1400      | 4           | 21         | Tarifa (Cádiz)    |
| El Puntal | 1 de abril de 1993      | 2 x 525       | 3           | 15         | Ceuta             |
| Algeciras | 1 de noviembre de 1992  | 2 x 450       | 4           | 15         | Algeciras (Cádiz) |

### Zona del Mediterráneo

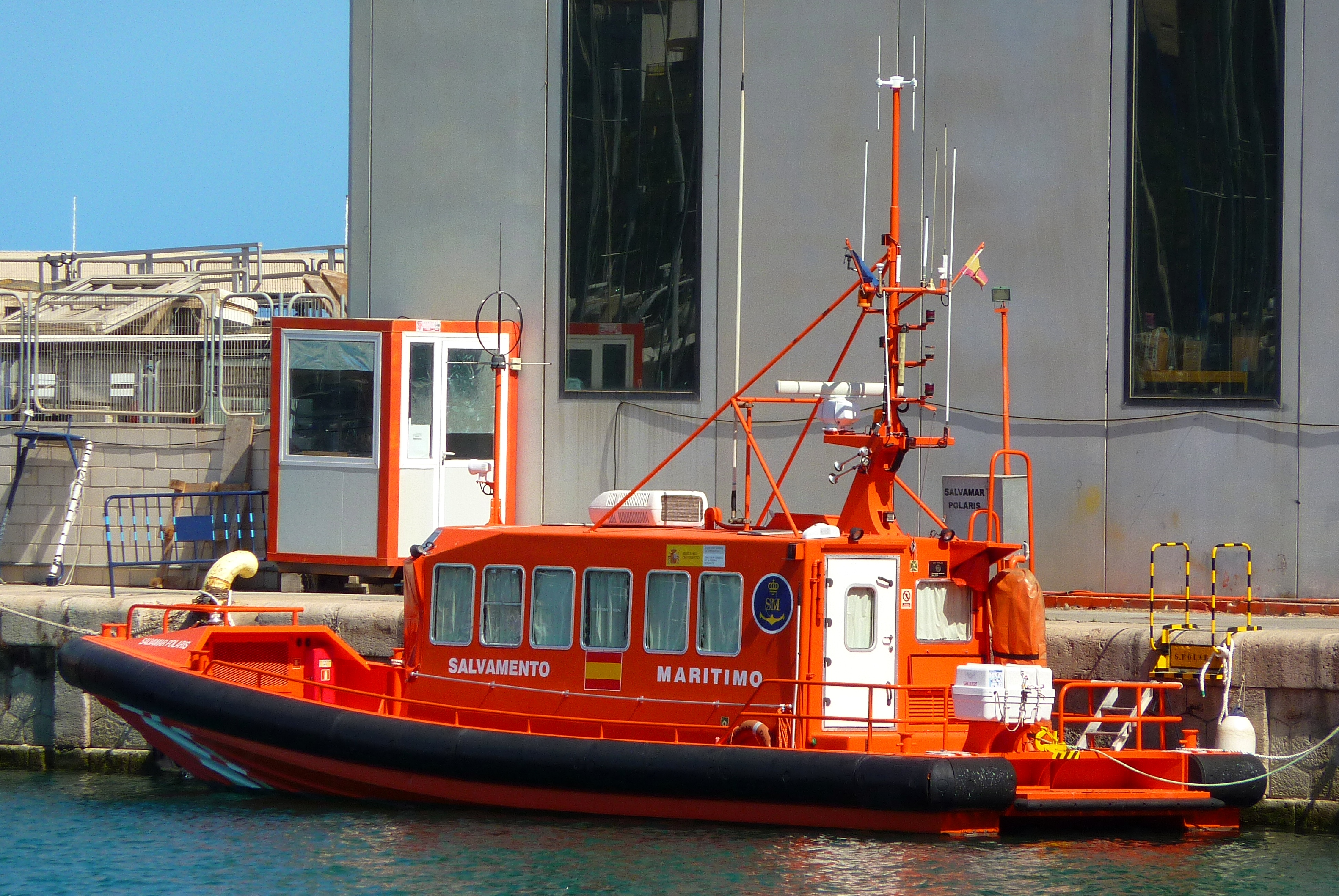
Embarcación de Salvamento Salvamar Polaris en el Puerto de Alicante, Alicante.

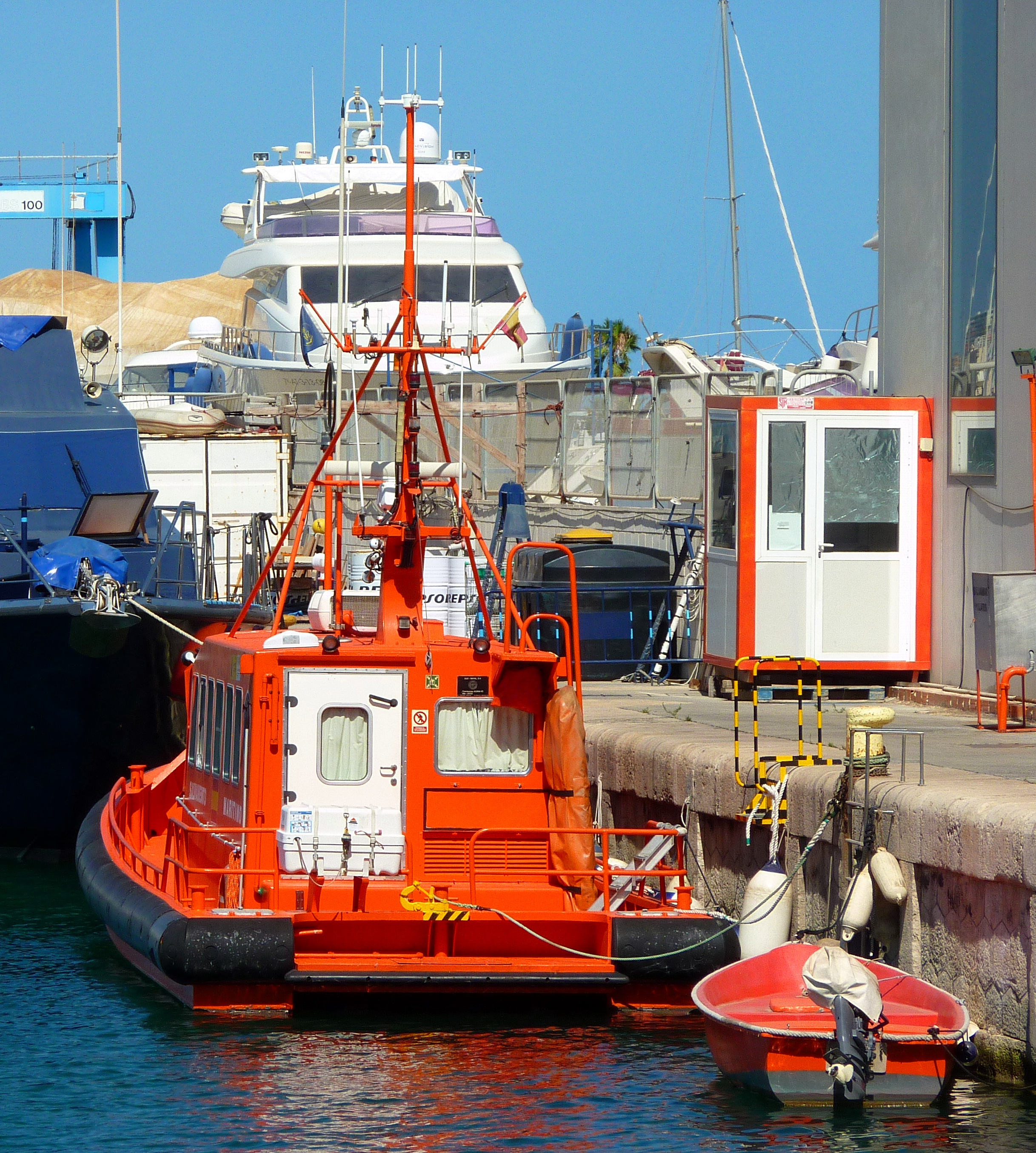
Vista por la popa de la Salvamar Polaris.

| Nombre         | Entrada en servicio    | Potencia (cv) | Tripulación | Eslora (m) | Base                                |
| -------------- | ---------------------- | ------------- | ----------- | ---------- | ----------------------------------- |
| Spica          | 5 de junio de 1992     | 2 x 450       | 3           | 15         | Melilla                             |
| Alnitak        | 23 de julio de 2007    | 2 x 1400      | 4           | 21         | Málaga                              |
| Vega           | 20 de mayo de 2000     | 2 x 610       | 4           | 15         | Estepona (Málaga)                   |
| Hamal          | 6 de noviembre de 2006 | 2 x 1400      | 4           | 21         | Motril (Granada)                    |
| Denébola       | 3 de agosto de 2005    | 2 x 1400      | 4           | 21         | Almería                             |
| Algenib        | 21 de octubre de 2002  | 2 x 1400      | 3           | 21         | Garrucha (Almería)                  |
| Alcor          | 1 de agosto de 1998    | 2 x 610       | 3           | 20         | Cartagena (Murcia)                  |
| Polaris        | 12 de julio de 2000    | 2 x 610       | 3           | 15         | Alicante                            |
| Levante        | 1 de mayo de 1995      | 2 x 450       | 3           | 15         | Jávea (Alicante)                    |
| Sabik          | 26 de marzo de 2007    | 2 x 1400      | 3           | 21         | Burriana (Castellón)                |
| Pollux         | 12 de marzo de 2001    | 2 x 1400      | 3           | 21         | Valencia                            |
| Sant Carles    | 1 de agosto de 1992    | 2 x 450       | 3           | 15         | San Carlos de la Rápita (Tarragona) |
| Diphda         | 5 de diciembre de 2001 | 2 x 1400      | 3           | 21         | Tarragona                           |
| Bellatrix      | 1 de diciembre de 1992 | 2 x 450       | 3           | 15         | Barcelona                           |
| Sirius         | 20 de mayo de 2000     | 2 x 1300      | 3           | 20         | Palamós (Gerona)                    |
| Cástor         | 12 de julio de 2000    | 2 x 610       | 3           | 15         | Rosas (Gerona)                      |
| Alnilam        | 29 de mayo de 2007     | 2 x 1400      | 3           | 21         | Puerto de la Selva (Gerona)         |
| Markab         | 7 de mayo de 2002      | 2 x 1400      | 3           | 21         | Ibiza (Baleares)                    |
| Acrux          | 11 de julio de 2003    | 2 x 1400      | 3           | 21         | Puerto Portals (Baleares)           |
| Cavall Bernat  | 1 de mayo de 1993      | 2 x 525       | 3           | 15         | Alcudia (Baleares)                  |
| Illes Pitiuses | 11 de julio de 1995    | 2 x 450       | 3           | 15         | Porto Colom (Baleares)              |
| Antares        | 20 de julio de 1999    | 2 x 1300      | 3           | 21         | Mahón (Baleares)                    |
| Aldebarán      | 1 de mayo de 1993      | 2 x 610       | 3           | 15         | Ciudadela (Baleares)                |

### Embarcaciones de cobertura

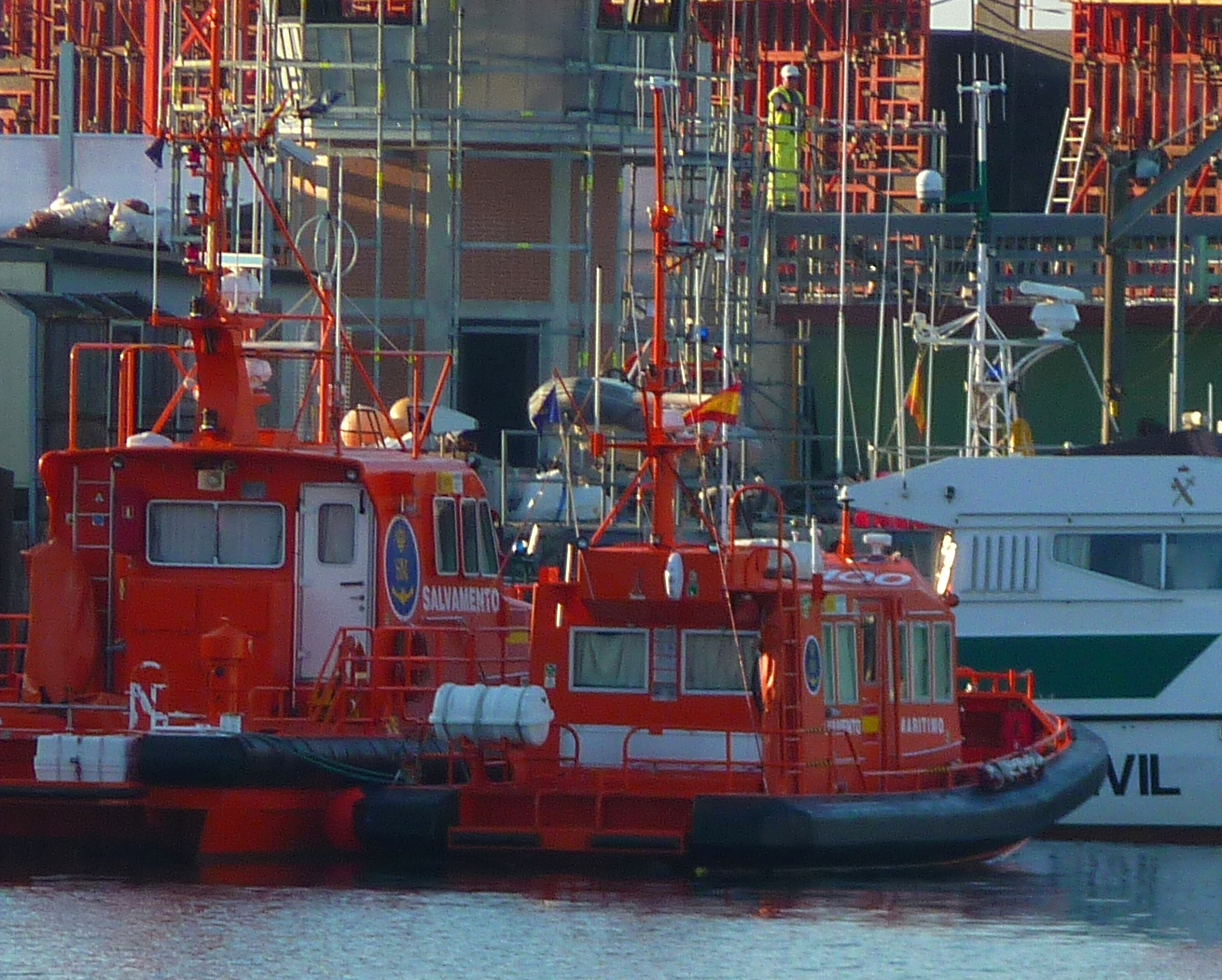
Embarcación de salvamento Salvamar Alonso Sánchez en Santander (abarloada a la Salvamar Deneb).

| Nombre         | Entrada en servicio    | Potencia (cv) | Tripulación | Eslora (m) | Base |
| -------------- | ---------------------- | ------------- | ----------- | ---------- | ---- |
| Alonso Sánchez | 1 de noviembre de 1992 | 2 x 450       | 3           | 15         |      |

### Embarcaciones similares
- España/Noruega Clase Alusafe 1500 Mk.II

### Secuencias de designación
Embarcaciones de Intervención rápida
- España/Noruega Clase Salvamar
- España/Francia Clase Guardamar

Buques de Salvamento
- EspañaClase Luz de Mar
- España/Noruega Clase Don Inda
- España Clase María de Maeztu